# Volker Berghahn
Volker Rolf Berghahn (* 15. Februar 1938 in Berlin) ist ein deutscher Historiker.

Der 1938 in Berlin als Sohn eines Siemens-Managers geborene Volker Berghahn besuchte Schulen in Essen, Braunschweig und Hamburg. Er studierte zunächst in Göttingen Rechtswissenschaft und dann an der University of North Carolina Politik und Geschichte. Im Jahre 1964 wurde er bei Francis L. Carsten in London promoviert über eine Arbeit zum Stahlhelm, Bund der Frontsoldaten im Zeitraum von 1918 bis 1935. Berghahn war zwei Jahre Assistent bei Erich Matthias an der Universität Mannheim. Im Jahr 1970 erfolgte dort seine Habilitation über das Thema Der Tirpitz-Plan. Genesis und Verfall einer innenpolitischen Krisenstrategie unter Wilhelm II. Berghahn lehrte zuerst als Lecturer an der University of East Anglia in Norwich. Ab 1975 war er Professor für Europäische Geschichte an der Warwick University. Im Jahr 1988 ging er in die USA, zunächst an die Brown University in Providence. Berghahn wurde 1998 Nachfolger von István Deák Seth Low Professor für Geschichte an der Columbia University in New York.
Berghahn gehört zu den besten Kennern der europäisch-amerikanischen Beziehungen im 20. Jahrhundert. Er ist der Verfasser des Bandes zum Deutschen Kaiserreich in der 2003 erschienenen Ausgabe im Gebhardt, dem grundlegenden Handbuch zur deutschen Geschichte. Dabei geht es ihm vor allem um die Frage, „wie es geschehen konnte, daß dieses Kaiserreich im Juli 1914 (gemeinsam mit dem Habsburgerreich) den Ersten Weltkrieg auslöste“. Er legte 2003 eine knappe Darstellung über den Ersten Weltkrieg vor und näherte sich dem Thema systematisch und nicht chronologisch. In seinem umstrittenen Buch Journalists between Hitler and Adenauer. From Inner Emigration to the Moral Reconstruction of West Germany (2019) befasste Berghahn sich im Wesentlichen mit der Lebensgeschichte der Journalisten Paul Sethe, Hans Zehrer und Marion Gräfin Dönhoff. Er veröffentlichte 2020, gestützt auf dem Nachlass im ThyssenKrupp-Archiv in Duisburg, eine Biografie über Hans-Günther Sohl. Sein Ziel war es, „Sohls Leben und berufliche Tätigkeit so fair, aber auch so offen wie menschenmöglich darzustellen“.
Für seine Verdienste um die transatlantischen Beziehungen wurde Berghahn mit dem Helmut-Schmidt-Preis der Zeit-Stiftung und mit dem Bundesverdienstkreuz erster Klasse geehrt. Er ist Fellow der Royal Historical Society in London.
Berghahn ist mit der Verlegerin Marion Berghahn verheiratet, die 1983 den Verlag Berg Publishers und in dessen Nachfolge 1994 den Verlag Berghahn Books gründete.

## Schriften (Auswahl)
Monografien
- Hans-Günther Sohl als Stahlunternehmer und Präsident des Bundesverbandes der Deutschen Industrie 1906–1989. Wallstein, Göttingen 2020, ISBN 978-3-8353-3852-4.
- Journalists between Hitler and Adenauer. From Inner Emigration to the Moral Reconstruction of West Germany. Princeton University Press, Princeton 2019, ISBN 0-691-17963-8.
- American Big Business in Britain and Germany. A Comparative History of Two „Special Relationships“ in the 20th Century. Princeton University Press, Princeton 2014, ISBN 978-0-691-16109-9.
- Der Erste Weltkrieg (= Beck’sche Reihe. Bd. 2312). 6. Auflage. Beck, München 2014, ISBN 978-3-406-66365-9.
- Industriegesellschaft und Kulturtransfer. Die deutsch-amerikanischen Beziehungen im 20. Jahrhundert (= Kritische Studien zur Geschichtswissenschaft. Bd. 182), Vandenhoeck & Ruprecht, Göttingen 2010, ISBN 978-3-525-37013-1.
- Transatlantische Kulturkriege. Shepard Stone, die Ford-Stiftung und der europäische Antiamerikanismus (= Transatlantische historische Studien. Bd. 21). Steiner, Stuttgart 2004, ISBN 3-515-08422-3.
- Das Kaiserreich 1871–1914. Industriegesellschaft, bürgerliche Kultur und autoritärer Staat (= Gebhardt. Handbuch der deutschen Geschichte. Bd. 16). 10., völlig neu bearbeitete Auflage. Klett-Cotta, Stuttgart 2003, ISBN 3-608-60016-7.
- Europa im Zeitalter der Weltkriege. Die Entfesselung und Entgrenzung der Gewalt (= Fischer. Bd. 60156; Europäische Geschichte). Fischer-Taschenbuch-Verlag, Frankfurt am Main 2002, ISBN 3-596-60156-8 (In englischer Sprache: Europe in the era of two world wars. From militarism and genocide to civil society, 1900–1950. Princeton University Press, Princeton NJ u. a. 2006, ISBN 0-691-12003-X).
- Imperial Germany, 1871–1914. Economy, Society, Culture, and Politics. Berghahn Books, Providence RI u. a. 1994, ISBN 1-57181-014-5.
- mit Paul J. Friedrich: Otto A. Friedrich, ein politischer Unternehmer. Sein Leben und seine Zeit, 1902–1975. Campus Verlag, Frankfurt am Main u. a. 1993, ISBN 3-593-34847-0.
- Unternehmer und Politik in der Bundesrepublik (= Edition Suhrkamp. Bd. 1265 = NF Bd. 265, Neue historische Bibliothek). Suhrkamp, Frankfurt am Main 1985, ISBN 3-518-11265-1 (in englischer Sprache: The Americanisation of West German Industry. 1945–1973. Berg, Leamington Spa 1986, ISBN 0-907582-55-9).
- America and the Intellectual Cold Wars in Europe. Shepard Stone Between Philanthropy, Academy, and Diplomacy. Princeton University Press, Princeton 2001, ISBN 978-0-691-07479-5.
- Germany and the approach of war in 1914. Macmillan Press, London u. a. 1973, ISBN 0-333-10696-2.
- Der Tirpitz-Plan. Genesis und Verfall einer innenpolitischen Krisenstrategie unter Wilhelm II. (= Geschichtliche Studien zur Politik und Gesellschaft. Bd. 1). Droste, Düsseldorf 1971, ISBN 3-7700-0258-X.
- Der Stahlhelm. Bund der Frontsoldaten 1918–1935 (= Beiträge zur Geschichte des Parlamentarismus und der politischen Parteien. Bd. 33). Droste, Düsseldorf 1966.

Herausgeberschaften
- mit Sigurt Vitols: Gibt es einen deutschen Kapitalismus? Tradition und globale Perspektiven der sozialen Marktwirtschaft. Campus Verlag, Frankfurt am Main u. a. 2006, ISBN 3-593-37996-1.
- mit Stefan Unger und Dieter Ziegler: Die deutsche Wirtschaftselite im 20. Jahrhundert. Kontinuität und Mentalität (= Bochumer Schriften zur Unternehmens- und Industriegeschichte. Bd. 11). Klartext-Verlag, Essen 2003, ISBN 3-89861-256-2.
- mit Wilhelm Deist: Rüstung im Zeichen der wilhelminischen Weltpolitik. Grundlegende Dokumente 1890–1914. Droste, Düsseldorf 1988, ISBN 3-7700-0762-X.
- Militarismus. (Francis Carsten zum 65. Geburtstag) (= Neue wissenschaftliche Bibliothek. Bd. 83). Kiepenheuer Witsch, Köln 1975, ISBN 3-462-01093-X.